# Perth (Regno Unito)
Perth (gaelico scozzese: Peairt; scots: Pairth) è una città del Regno Unito, capoluogo della contea scozzese di Perth e Kinross.

## Storia
Storicamente è stata conosciuta come Saint Johnstown, in onore del suo santo patrono, Giovanni Battista.
Fu capitale della Scozia fino al 1452.

## Amministrazione

### Gemellaggi
- Haikou

## Sport

### Calcio
La squadra principale della città è il St. Johnstone.

### Calcio a 5
Le due principali squadre di calcio a 5 scozzesi, il Perth Saltires e il Fair City Santos, hanno sede a Perth.